# Kentucky belépése az amerikai polgárháborúba
Kentucky határállami szerepet játszott az amerikai polgárháborúban. Abraham Lincoln, az Amerikai Egyesült Államok elnökének mondása szerint: „Remélem, hogy Isten az én pártomon áll, Kentuckynak viszont muszáj lesz.” 1861 szeptemberében Orville Browningnak küldött levelében Lincoln azt írta: „Kentuckyt elveszíteni, azt hiszem egyenlő az egész játszma elvesztésével. Ha Kentucky elvész nem tudjuk Missourit és Marylandet sem megtartani. Ha ezek mind ellenünk fordulnak, a reánk háruló feladat túl naggyá nőne. Azonnal beleegyeznénk a Szecesszióba, akár a főváros feladásával együtt.”
Kentuckyt határállami volta miatt helyi testvérháború fenyegette. Hivatalosan semleges pozíciót foglalt el a háború kitörése kezdetén, de az ezt fenntartó szándék fokozatos erodálódásával Kentucky belesodródott a polgárháborúba. A kezdetben titkos toborzások nyílttá váltak, Észak a semlegességet megsértve kiképzőtábort létesített az állam területén, majd Leonidas Polk déli tábornok elfoglalta a délnyugati csücskében levő fontos vasúti tranzitpontot, Columbust. Az állam ekkor már masszívan uniópárt többségű törvényhozása a Konföderációval ellenes álláspontra helyezkedett, és felkérte az Egyesült Államokat, hogy segítse Kentuckyt a behatolók ellen. Az Uniós jelenlét a háború végéig fennmaradt, a gyakori déli portyák és támadások ellenére.
Kentuckyban vívták meg a Mill Springs-i és a Perryville-i ütközetet. Olyan híres katonai vezetők harcoltak itt, mint Ulysses S. Grant az uniós oldal képviseletében, vagy Nathan Bedford Forrest a konföderációs oldalon. Forrest lovassági portyái és gerillatámadásai súlyosan érintették az uniós hadsereget Sacramentóban és Paducah-ban.
Kentucky különös jelentőséggel bírt mindkét oldal vezetése számára családi kötelékeik miatt. Itt született Abraham Lincoln, felesége, Mary Todd és Jefferson Davis, a konföderáció elnöke is.

## A békebeli Kentucky
Kentucky lakossága megosztott volt a polgárháborút előidéző problémákat illetően. 1860-ban a rabszolgák az állam lakosságának 19,5%-át tették ki, vagyis minden ötödik ember rabszolga volt. Mint az országban általában sok északi szimpatizáns nem látott nagyobb problémát ezzel a „különleges intézménnyel”, mivel csak az abolicionista északi kisebbség akarta a rabszolgaságot megszüntetni. Kentucky gazdaságát a Délhez kötötte a Mississippi folyó, mely mellékfolyóival a megtermelt árufelesleg elsődleges szállítási vonala volt ekkoriban, noha az Észak felé vezető vasútvonalak szállítási jelentősége már növekvőben volt. Az lakosság felmenői nagyrészt déli államokból vándoroltak be, mint Virginia, Észak-Karolina és Tennessee, de ugyanakkor sok Kentuckyban született ifjú költözött az északi területekre.
Észak-Karolina mellett Kentuckynak volt a legkitűnőbb oktatása Délen. A Transylvania University régóta az egyik legelismertebb felsőoktatási intézmény volt az országban, és bár hírneve 1860-ra hanyatlásnak indult, más kentuckybeli iskolák, mint a Centre College vagy a Georgetown College annál fényesebben tündököltek.
Politikusgárda tekintetében Kentucky kiemelkedő jelentőségű államférfiakat nevelt a nemzetszámára. Egyaránt a Bluegrass state-ből (Kékfű állam, Kentucky beceneve) származott John C. Breckinridge alelnök, Richard M. Johnson, Henry Clay, Abraham Lincoln és Jefferson Davis. A polgárháború idejére azonban az államban politikai zűrzavar uralkodott. A Clay által alapított Whig Párt összeomlásával sokan képviselet nélkül maradtak és új politikai önazonosságot kellett keresniük. Sokan közülük a növekvő népszerűségű Demokrata Párthoz csatlakoztak, mások pedig az újonnan megalapított Republikánus Párthoz, a kisebb részük pedig más kisebb pártokat választottak, mint a Know Nothing Párt.
Kentucky stratégiai fontossággal bírt Észak és Dél számára egyaránt. Az állam lakosságszáma szerint a kilencedik helyen állt 1860-ban és mezőgazdasága bőven termelte a kukoricát, búzát, dohányt, kendert és lent Földrajzilag azért volt fontos a Dél számára, mert az Ohio folyó viszonylag könnyen védhető természetes határt képezett az állam teljes északi határán.
Beriah Magoffin kormányzó úgy gondolta, hogy a déli államok jogaik megsértése miatt az elszakadás jogukban áll, de mindent megtett annak érdekében, hogy ez a lépés elkerülhető legyen. 1860. december 9-én levelet küldött más olyan államok kormányzóinak, ahol a rabszolgatartás legális volt. Ebben azt szorgalmazta, hogy kössenek egyezséget Északkal olyan feltételek mellett, hogy azok pontosan betartatják a szökött rabszolgák elleni törvényeket, a 37. szélességi fokkal párhuzamosan választóvonalat húznak a két rendszer között, a Mississippi útvonalának szabad használatát mindenki számára garantálnák és a Dél vétójogot nyer a rabszolgatartási törvények terén. Magoffin indítványozta, hogy ennek programja mentén a rabszolgatartást engedélyező államok rendezzenek konferenciát és azt követően az összes állam konferenciája elismerje ezt a megegyezést. Az események eszkalálódása folytán egyik konferencia megrendezésére sem került sor.
Magoffin 1860. december 27-re összehívta a Kentucky állami törvényhozást és azt kérte a képviselőktől, hogy írják ki az állam szecessziójáról ügydöntő népszavazást. A törvényhozási többség azonban uniós szimpatizáns volt és elutasította a kormányzó kérését attól való félelmükben, hogy a szavazók az Egyesült Államokból való kiválásra szavaznának. A törvényhozás hat képviselőt küldött az 1861. február 4-én Washingtonban megtartott békekonferenciára. Ezen azt kérték a kongresszustól, hogy írjanak ki népszavazást a szecessziós válság megoldása érdekében a Crittenden kompromisszum programja mentén, melyet a kentuckyi John J. Crittenden fogalmazott meg.
Az állami törvényhozás március 20-án ismét összeült és a fővárosban, Frankfortban május 27-én megtartandó konvención való részvételre hívták fel a határállamokat. Ez a felhívás sem talált meghallgatásra. A törvényhozás elfogadta az alkotmány tizenharmadik kiegészítéseként a Corwin-kiegészítés nevű tervezetet, mely garantálta volna a rabszolgatartás fennmaradását azokban az államokban, ahol az már legálisan létezett.

## A semleges Kentucky
1861. április 15-én Lincoln elnök táviratot küldött Magoffin kormányzónak és azt kérte, hogy az állam vállaljon szerepet a 75 000 fős katonai keret feltöltésében, amelynek a lázadás letörése lett volna a feladata. A déli érzelmű Magoffin a következő választ küldte: „Lincoln elnöknek, Washington, D.C. Nem fogok embereket vagy pénzt küldeni déli testvérállamaink elnémításának gonosz szándékához. B. Magoffin” Ezt és az ezzel járó háborút a legtöbb kentuckyi lakos sem óhajtotta, hanem John J. Crittenden álláspontját támogatták, miszerint az államnak közvetítőként kell szolgálnia a háború felé sodródó felek között. Evégett a kentuckyi törvényhozás és a szenátus május 16-án elfogadta Kentucky semlegességi nyilatkozatát, melyet Magoffin 1861. május 20-án, immár a fegyveres harc kitörése után proklamált.

### Politikai rendezési kísérletek
Kezdetben mindkét harcoló fél tiszteletben tartotta Kentucky semlegességét, de az egymás iránti bizalomhiány következtében mindketten felvonultak az állam határa mentén, hogy készenlétben legyenek, ha a helyzet változik. Az unió megnyitotta Camp Clay-i kiképzőtáborát Newport városától északra, de már ohiói területen és Camp Joe Holt táborát Indianában Louisville-lel szemközt. A Konföderáció építeni kezdte Fort Donelson és Fort Henry erődjeit a déli államhatárt képező Cumberland folyó túlsó oldalán, Tennessee-ben, és csapatokat vont össze alig 50 méterre a határtól a Cumberland-hasadéknál. Önkéntes katonának álló polgárok hagyták el az államot mindkét irányban, és toborzók is megkezdték nemhivatalos tevékenységüket az állam földjére lépve.
Érezve, hogy a semlegesség egyre kevésbé fenntartható hat prominens kentuckyi polgár találkozóra gyűlt, hogy valamiféle megoldást találjon a konfliktustól való távolmaradásra. Magoffin, John C. Breckinridge és Richard Hawes képviselték a déliekhez közel álló államok önrendelkezésének jogát valló oldalt, míg Crittenden, Archibald Dixon és S. S. Nicholas pedig az északi álláspontot. A hat ember megegyezett, hogy a semlegességhez ragaszkodnak, de egy ötfős testület felállítását határozták el, melynek feladata az állam védelme lett. Az állami törvényhozás május 24-én beiktatta a cikkelyt létrehozta a testületet és ráruházta az állam katonai ügyeinek felügyeletét, melyet az alkotmány a kormányzó hatáskörébe utalt.
Az állami milícia azonban éppolyan megosztottnak bizonyult, mint a lakosság. Az új szabályozás a gyakorlatban azt jelentette, hogy mivel a Simon B. Buckner parancsnoksága alá tartozó, 10 000 fős State Guard nagyrészt konföderációs szimpatizáns volt, ezért létrehozták az uniós elkötelezettségűek számára a Home Guard-ot, több más amerikai államban felállított Home Guard mintájára. A két ellentétes érdekeltségű milícia közötti több incidens kis híján az államon belüli okokból indította el a fegyveres harc kitörését, de Buckner sikeres megegyezett George B. McClellan vezérőrnaggyal és Isham G. Harris tennessee-i kormányzóval, így az állam a nyár folyamán sikeresen távol maradt a harcoktól.

### Nelson toborzása
William Nelson tengerészhadnagy Abraham Lincoln elnöki beiktatásának másnapján bemasírozott az elnök irodájába és kijelentette: „Itt vagyok és ha nem kellek nektek, ti bánjátok.” Huszonegy éves tengerészeti pályafutásából ötöt parton töltött, tizenkettőt a tengeren és már több mint négy éve nem talált alkalmazót, ennek ellenére lenyűgöző magabiztossággal adta elő mondanivalóját. Lincoln átlátta, hogy Nelson arisztokratikus megjelenését az északi radikálisok gyanúsnak találhatják és déli szimpátiával fogják vádolni. Ennek ellenére Lincoln felkérte Nelsont, hogy értékelje szűkebb hazája, Kentucky politikai folyamatait és az május 3-án letette az elnök asztalára a kentuckyi unionisták felfegyverzésének tervét. Lincoln katonai alárendeltjeinél mindig magasra értékelte az aktivitást, a döntésképességet és az energikusságot, így Nelsonban megtalálta a megfelelő embert. Utasítást adott a részletek kidolgozására és a fegyverek szétosztásában a louisville-i Joshua Speeddel, Lincoln régi barátjával való együttműködésre. Simon Cameron hadügyminiszter 5000 ósdi porosz kovás puskát, úgynevezett Lincoln-puskát utalt ki erre a célra, melyeket gyutacsossá alakítottak át. Ezzel kívánták az északi és déli erők egyensúlyát a Home Guard felé billenteni.
1861. július 1-jén a haditengerészettől kilépő Nelson megkapta utasításait egy 10 000 fős hadsereg szervezésére és Kelet-Tennessee-be vezetésére. Két héttel később Nelson a délnyugat kentuckybeli Lancasterben és Crab Orchardban uniópárti vezetőkkel tárgyalt. Megállapodtak, hogy 30 századnyi gyalogságot fognak felállítani és öt lovassági svadront. Thomas E. Bramlette egy századnyi katonát már július 20-án táborba tudott vezetni és 24-re a második is megérkezett. Lancastertől kb. 10 km-re északra és kb. 20 km-re a nicholasville-i vasúti depótól, a Hoskins kereszteződésnél Richard M. Robinson felajánlott 425 holdnyi elsőosztályú legelőt bérletre. Nelson ezt a helyet sokkal jobbnak találta a korábbi tábornál, ezért az újoncokat átmasíroztatták a tulajdonosról elnevezett Camp Dick Robinsonba, ami megsértette Kentucky hadilábon álló semlegességi státuszát. Ugyanitt gyülekeztek a Kelet-Tennesse-ben élő uniós szimpatizánsok, akik az északiak oldalán akartak fegyvert fogni és megalakult belőlük az 1. és 2. Tennessee gyalogezred. Az Unió ezen túlmenően faborítású hadihajóival szabadon használta Kentucky víziútjait, mint például a Kentucky által birtokolt Ohio-folyót, mely szintén sértette a semlegességet.
Mikor Crittenden szóvá tette neki Kentucky semlegességének megsértését, Nelson így felelt: „Hogy az Unióhoz hűséges emberek, Kentuckyban született polgárok saját földjükön való, Uniós zászló alatti gyülekezése ellenvetés tárgya lehet, ez valami olyasmi, amit nem teljesen értek.” Magoffin erre Lincolnhoz fordult, hogy zárassa be a tábort, amit az visszautasított. Eközben a konföderációs önkéntesek átkeltek a határon Tennessee-be és a Guthrie-tól délre levő Camp Boone-ban gyülekeztek. Kentucky törékeny semlegessége végéhez közeledett.

### Az 1861-es választás
A közvéleményben az északi szimpatizánsok súlya fokozatosan növekedett. A június 20-án tartotta különleges választáson az uniósok Kentucky tíz kongresszusi mandátumából 9-et nyertek el. A konföderációsok felé hajlók mindössze az Andrew Jackson elnök által a csikaszó indiánoktól megvásárolt régió, a Jackson Purchase vidékének mandátumát nyerték el, mely gazdaságilag Tennessee-hez kötődött a Cumberland és a Tennessee folyók révén. A közvéleménykutatások sötét előrejelzéseit látva az állami önrendelkezés jogát vallók közül sokat a voksolás bojkottját választották; az összes leadott szavazatok alig több mint feleannyinak bizonyultak, mint az előző évi választáson. Magoffin kormányzót további csapások érték az augusztus 5-i állami törvényhozási választáson. Ezen az uniós többség 76-24 arányban nyert az alsóházban és 27–11-re a szenátusban. A 138 mandátumból 103 felett uniós elkötelezettségűek diszponáltak, 75%-os többséget szerezve, mely elég volt a kormányzói vétók kiküszöböléséhez.
A választást követően William Nelson azonnal megnyitotta Camp Dick Robinsont, az Unió toborzótáborát Garrard megyében a Home Guard fegyveresei előtt. Estére már Speed S. Fry ezredes megindította a kentuckyi milícia első egységeit, melyből később a 2. Kentucky önkéntes gyalogezred szerveződött Camp Dick Robinson irányába, és az 1. Kentucky lovasezred helyi ütegeinek tüzével köszöntötte ott őket Másnap Charles A. Wickliffe kongresszusi képviselő úgy informálta kollégáit a T. Házban tett felszólalásában, miszerint Kentucky „teljesen az Unió oldalán áll”.
Salmon P. Chase pénzügyminiszter Nelson tevékenységének tulajdonította, hogy Kentuckyt megtartották az Unió pártján és jutalmul elintézte, hogy 1861. szeptember 16-án kinevezzék dandártábornoknak.
A választástól kezdve Magoffin tehetetlenségre volt ítélve, déli érdekeket védő vétóit a törvényhozás általános közgyűlése felülbírálta. Miután Magoffin ekkor már több mint egy éve a legtriviálisabb ügyekben is sorozatos összeütközésbe került az alsóház északi többségével, a kormányzó nem látott más megoldást, mint a lemondását benyújtani. Magoffin helyettese, Linn Boyd hivatalviselési ideje alatt meghalt, így az utóda a szenátus elnöke, John Fisk lett volna, akit Magoffin nem tudott elfogadni. A törvényhozás ezért először elfogadta Fisk lemondását, majd kinevezte a kompromisszumos jelölt James F. Robinsont, akinek személyében megtalálták a Magoffin utódját. Magoffin ekkor lemondott, Robinsont jelölve kormányzónak, majd Fisket újraválasztották a szenátus elnökének.
A Konföderáció kentucky helyzetére óriási csapást mért, hogy 1861 júliusában Simon B. Buckner lemondott a State Militia vezetéséről, mely ezt követően feloszlott, és készletei, illetve fegyvereit a Home Guard szerezte meg.

## A háború kezdete Kentuckyban
1861. augusztus 28-án John C. Frémont, az nyugati hadszíntér parancsnoka utasítást adott Ulysses S. Grant dandártábornoknak, hogy mihelyt lehetséges, foglalja el Columbus-t. Az uniós erők készülődésének híre hamar elérte a délieket. Leonidas Polk konföderációs vezérőrnagy szeptember 2-án parancsot adott Gideon Johnson Pillow dandártábornoknak, hogy a Union City-ben gyülekező hadserege lépje át a határt és vonja ellenőrzése alá Columbus-t. Pillow szeptember 3-án Kentucky területére lépett és az uniós sereg várható érkezése előtt egy nappal 1861. szeptember 4-én elfoglalta Columbus-t. Columbus stratégiai fontosságát az adta, hogy itt volt a Mobile & Ohio vasút végállomása és a Mississippi folyó forgalmát is ellenőrizhették a partmenti városból.Polk felépíttette Fort DuRussey erődjét a város magaslatain és 143 ágyúval szerelte fel. Polk az erődöt a nyugat Gibraltárjának nevezte. A folyón való közlekedés ellenőrzésére Polk horgonyláncot feszíttetett ki a szemközti oldalon fekvő Belmontig. A lánc minden szeme 28 cm hosszú és 20 cm széles volt és 10 kilogrammot nyomott. A lánc hamarosan kettétört saját súlya alatt, de ezt az uniós erők 1862 elejéig nem fedezték fel.
A konföderációs behatolásra válaszul Ulysses S. Grant dandártábornok hadserege az illinois-i Cairo-t elhagyva szeptember 6-án bevonult Paducah-ba, és kezébe kerítette a New Orleans–Ohio vasút északi vonalát és a Tennessee folyó torkolatát. Magoffin mindkét fél akcióját elítélte az állam semlegességének megsértése miatt és felhívást bocsátott ki, hogy vonuljanak vissza, amit egyik fél sem vett komolyan. Főként azután nem, hogy Robert Anderson dandártábornok, a Kentucky katonai körzet uniós parancsnoka az ohióbeli Cincinnatit elhagyva Frankfortba tette át főhadiszállást, ahol szeptember 7-én az állami törvényhozás előtt megjelenve ováció fogadta. A törvényhozás testülete határozatban rögzítette, hogy elrendeli a konföderációs kivonulást, és ugyanezt az északiakkal szemben nem követeli. Magoffin megvétózta a határozatot, de mindkét ház felülbírálta, így ki kellett hirdetnie. A törvényhozási gyűlés kitűzette az Amerikai Egyesült Államok lobogóját Kentucky fővárosában, Frankfortban és hűségéről biztosította az Uniót.
A semlegesség megszegésével mindkét fél igyekezett a legnagyobb területet irányítása alá vonni és előnyös pozíciókat foglalni. Az Albert Sidney Johnston vezette déli erők Kentucky déli részein formáltak vonalat, mely Tennessee északi régiójáig húzódott, körülbelül Columbus-tól a Cumberland-hasadékig. Johnston utasította Simon B. Buckner-t, hogy a vonal középső részét erődítse meg Bowling Green környékén. Buckner szeptember 18-án érkezett meg oda és uniós támadástól tartva azonnal intenzív kiképzési és erődítési munkálatokba fogott. Az erődítés olyan kiterjedtté vált Bowling Greenben, hogy az azt később megtekintő uniós tiszt véleménye szerint: „A munka mértéke miatt csapataik nem lehetnek jól képzettek – idejük nagy részét fejszéik és lapátjaik megerőltető alkalmazásával kellett tölteniük.”
Nelson ezt követően egy újabb dandár felállítását kezdte meg Camp Kentonban, kb. 5 km-re az Ohio állam határán fekvő város, Maysville alatt, ahonnan a Kelet-Kentuckyban levő Olympia Springs biztosítására indultak. Október vége felé az Ohióból és Kentuckyból érkező egységek megfutamították a délieket Hazel Green és West Liberty mellett. November 8-án az Andrew Jackson May százados parancsnoksága alatt harcoló konföderációsok megpróbálták késleltetni Nelson katonáinak előrenyomulását és harcba bocsátkoztak Ivy Mountainnél. November 9-én John Stuart Williams ezredes konföderációs katonái feladták Piketont (ma Pikeville, Kentucky). November 10-én kora reggel Nelson északi egysége, melyet Joshua W. Sill ezredes vezetett bevette a várost. Ez jelentette kelet-kentuckybeli Big Sandy völgy elleni hadművelet végét.

### A konföderációs ellenkormány

Kentucky konföderációs kormányának pecsétje

A választási vereség és a kentuckyi törvényhozás háromnegyedes uniós többségének kialakulása után a konföderációs szimpatizánsok Árnyékkabinet felállítására dolgoztak ki terveket. 1861. október 29-i előzetes megbeszélésük után november 18-án a 110 érintett megyéből 68 küldöttei találkoztak a  Russellville-ben. A konvenció megszavazta az elszakadást, új állami pecsétet készített, és kormányzónak választotta a scott megyei George W. Johnsont. Az Albert Sidney Johnston által elfoglalt Bowling Green lett az állam fővárosa, noha a képviselők megegyeztek, hogy bárhol összegyűlhetnek, ahol a hely alkalmasnak tűnik az ideiglenes kormány és a kormányzó működéséhez. Mivel nem volt lehetőségük egy alkotmány megfogalmazására, a küldöttek megszavazták, hogy az eredeti kentuckyi alkotmány és joganyag mindazon része érvényes, amely nem inkonzisztens a konvenció határozataival, az ideiglenes kormány felállításával és az által hozott új törvényekkel. Davis elnöknek voltak bizonyos fenntartásai az ellenkormány és a déli szimpatizáns közgyűlés megválasztásával kapcsolatban, de ennek ellenére Kentuckyt 1861. december 10-én felvették a Konföderációba. Kentucky államát a konföderációs hadilobogó középső csillaga jelképezte.
Noha az ideiglenes kormány a háború folyamán végig létező intézmény maradt, a valós eseményekre vajmi kevés befolyással bírt. Mikor Johnston tábornagy 1862 elején feladta Bowling Greent az átmeneti kormány követte a hadsereg visszavonulását. Johnson kormányzó katonai kötelességteljesítés közben halt meg a shiloh-i ütközetben 1862 áprilisában. Továbbra is a Tennessee-hadsereggel maradva az ideiglenes kormány 1862 nyarán-őszén ismét Kentucky földjére lépett Braxton Bragg Heartland-offenzívája során. A hadjárat folyamán elfoglalták Frankfortot, és október 4-én beiktatták Richard Hawes kormányzót. Mivel azonban nem sokkal később a perryville-i ütközetet követően Bragg a visszavonulás mellett döntött, a konföderációs kormányzat ismét exiliumba kényszerült. Ezt követően a kormány jobbára csak papíron létezett, és a háborút követően feloszlott.

## A háború következményei
A háború teljes ideje alatt majdnem 60 gyalogezred szolgált az uniós oldalon és 9 a Konföderáció oldalán. Emellett még nagyszámú kentuckyi lovasság is erősítette a délieket. John Breckinridge volt alelnök először a Tennessee-hadsereg „Orphan Brigade” (Árva dandár) nevű egységét vezette, melyet a 2., 3., 4., 6., és 9. Kentucky gyalogezred képezett. A neve onnan eredt, hogy ezen katonáknak otthonát az unió megszállta, és a háború legnagyobb részében így nem tudtak eltávozásra hazamenni és nem kaptak leveleket sem.
A polgárháború folyamán 35 000 kentucky polgár harcolt a konföderáció, és ennek több mint kétszerese az Unió oldalán; ez utóbbiból 14 000 fő felszabadított néger rabszolga volt.
John J. Crittenden szenátor két fia őrnagyi rangot kapott, ámde az egyik az Unió, a másik a Konföderáció hadseregében. Henry Clay szenátor három unokája az északiak oldalán harcolt, négy másik viszont a déliekén. Kentuckyszerte ismétlődtek a hasonló esetek, a háború családokat és szomszédságokat szakított szét.

## Külső hivatkozások
- A National Park Service térképe Kentucky polgárháborús eseményeinek színteréről
- "Major General Stephen Gano Burbridge: 'The Scourge of Kentucky'"  — Bryan S. Bush polgárháborúval foglalkozó történész cikke.
- "Guerilla Warfare in Kentucky" — Bryan S. Bush polgárháborúval foglalkozó történész cikke.
- A 13. Kentucky lovasezred története, CSA, mely Caudill hadserege néven is ismert. Ez a konföderációs ezred a háború folyamán az Appalache-hegységben, Délkelet-Kentuckyban, Délnyugat-Virginiában és Északkelet-Tennessee-ben működött.
- A kentuckybeli német származású amerikaiak története a polgárháborúban
- „Morgan karácsonyi portyája” — Bryan S. Bush polgárháborúval foglalkozó történész cikke.

## A téma további irodalma
- Astor, Aaron. Rebels on the Border: Civil War, Emancipation, and the Reconstruction of Kentucky and Missouri (Louisiana State University Press; 2012) 360 pp
- Bush, Bryan S.. Butcher Burbridge: Union General Stephen Burbridge and His Reign of Terror Over Kentucky. Morley (Missouri): Acclaim Press (2008). ISBN 0-9798802-5-4
- Bush, Bryan S.. The Civil War Battles of the Western Theatre, 2000, Paducah, Kentucky: Turner Publishing, Inc. (1998). ISBN 1-56311-434-8
- Bush, Bryan S. Louisville and the Civil War: A History and Guide (2008) excerpt and text search
- Cotterill, R. S. "The Louisville and Nashville Railroad 1861-1865," American Historical Review (1924) 29#4 pp. 700–715 in JSTOR
- Coulter, E. Merton. The Civil War and Readjustment in Kentucky (1926), the standard scholarly study
- Dollar, Kent T., Larry H. Whiteaker, and W. Calvin Dickinson, eds. Sister States, Enemy States: The Civil War in Kentucky and Tennessee (University Press of Kentucky, 2009) 391pp; 16 essays by scholars
- Klotter, James C., Lowell Harrison, James Ramage, Charles Roland, Richard Taylor, Bryan S. Bush, Tom Fugate, Dixie Hibbs, Lisa Matthews, Robert C. Moody, Marshall Myers, Stuart Sanders and Stephen McBride.szerk.: Jerlene Rose: Kentucky's Civil War 1861-1865. Back Home In Kentucky Inc (2005). ISBN 0-9769231-1-4
- Harrison, Lowell H. The Civil War in Kentucky (University Press of Kentucky, 2010), recent overview
- Harrison, Lowell H.  "The Civil War in Kentucky: Some Persistent Questions." The Register of the Kentucky Historical Society (1978): 1-21. in JSTOR
- McDonough, James Lee. War in Kentucky: From Shiloh to Perryville (Univ. of Tennessee Press, 1996)
- McWhiney, Grady. "Controversy in Kentucky: Braxton Bragg's Campaign of 1862." Civil War History (1960) 6#1 pp: 5-42. online
- McNight, Brian D. Contested Borderland: The Civil War in Appalachian Kentucky and Virginia (University Press of Kentucky,  2006) 312 pp
- Sanders and Stephen McBride (Jerlene Rose, ed.).  Back Home In Kentucky Inc, 2005. ISBN 0-9769231-1-4
- Townsend, William H. Lincoln and the Bluegrass: Slavery and Civil War in Kentucky (1955)
- Wooster, Ralph A. "Confederate Success at Perryville," The Register of the Kentucky Historical Society (1961) 59#4 pp. 318–323 in JSTOR(University Press of Kentucky, 2001.